# 博多温泉
博多温泉（はかたおんせん）は、福岡県福岡市南区（旧国筑前国）にある温泉。

## 泉質
- 塩化物泉
  - 源泉温度44℃

## 温泉街
西鉄天神大牟田線大橋駅の南東約1kmの那珂川沿いにある。現在は下記の2軒の温泉施設がある。
- 旅館「富士の苑[1]」（南区三宅3丁目19-7） - 日帰り入浴も可。那珂川の左岸（西岸）に立地する。
- 共同浴場「元祖元湯[1]」（南区横手3丁目6-18） - 那珂川より東側の住宅地内に立地する。

2010年代まではほかに「清水園」という旅館もあったが廃業し現存しない。「富士の苑」と「元祖元湯」は約700m離れており、いずれも周辺は住宅地となっておりいわゆる温泉地としての雰囲気は少ない。

## 歴史
開湯は1967年（昭和42年）である。温度が高い井戸を更にボーリングして源泉が発見された。
その後複数本の源泉が開発された。

## アクセス
- 「富士の苑」まで
  - 西鉄天神大牟田線大橋駅より徒歩20分（1.6㎞）。
  - 同大橋駅から西鉄バス4番老司団地ゆき、47番・60番・62番那珂川営業所ゆき、48番レークヒルズ野多目ゆきなどに乗車し「和田」下車、徒歩6分（490m）。あるいは外環1番福大病院ゆきに乗車し「三宅中央公園前」下車、徒歩4分（380m）。
  - マイカーの場合、福岡高速環状線野多目出入口から1.1km。
- 「元湯」まで
  - 西鉄天神大牟田線井尻駅より徒歩13分（1.1㎞）。
  - 同大橋駅から西鉄バス49番弥永団地ゆきに乗車し「横手4丁目」下車、徒歩2分（190m）。あるいは外環1番福大病院ゆきに乗車し「横手小学校前」下車、徒歩3分（240m）。
  - マイカーの場合、福岡高速環状線野多目出入口から1.4km。